# Oncidium tigroides
Oncidium tigroides är en orkidéart som först beskrevs av Charles Schweinfurth, och fick sitt nu gällande namn av Mark W. Chase och Norris Hagan Williams. Oncidium tigroides ingår i släktet Oncidium och familjen orkidéer. Inga underarter finns listade i Catalogue of Life.

## Bildgalleri

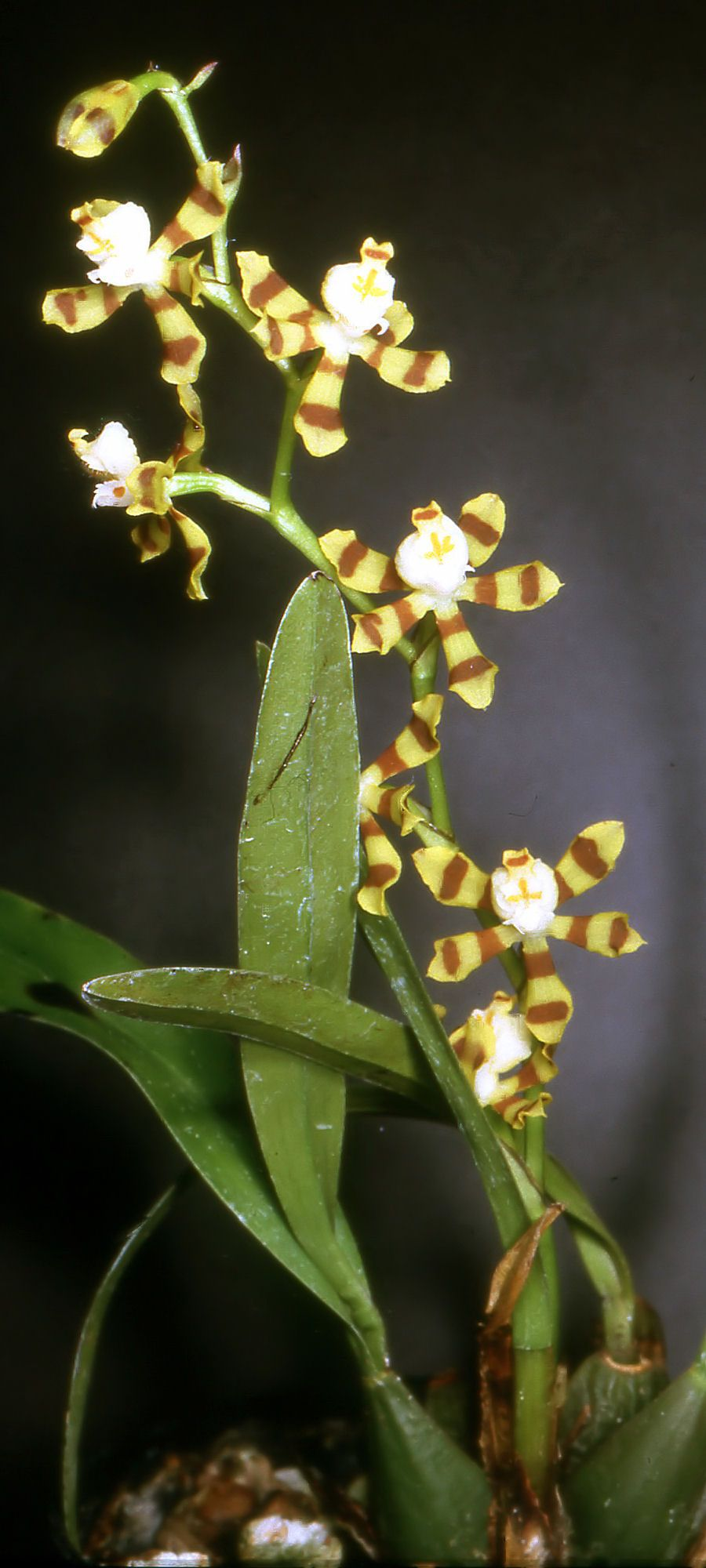
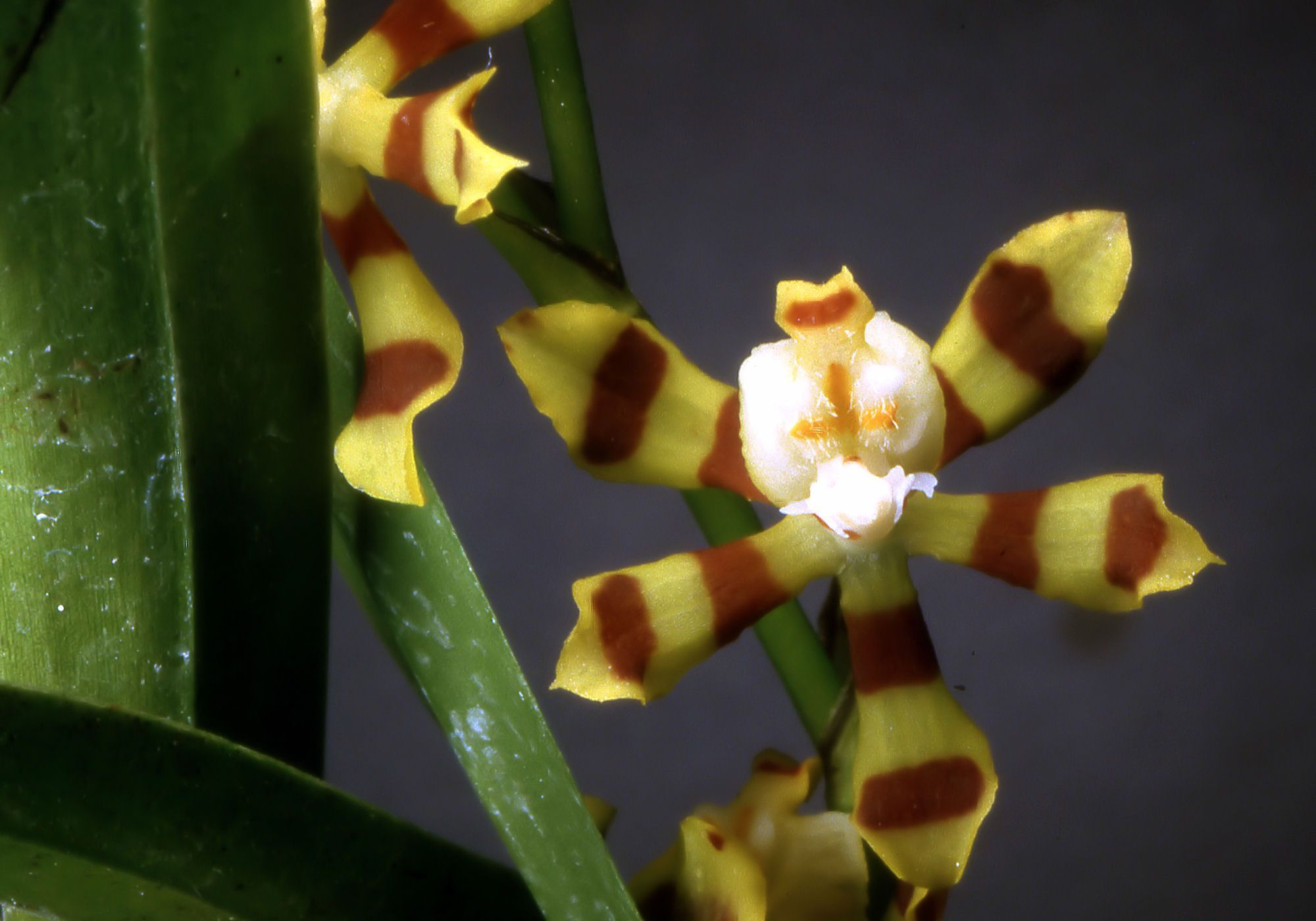